# Provinciale weg 668
De provinciale weg 668 (N668) is een provinciale weg in de provincie Zeeland. De weg loopt op Zuid-Beveland en vormt een verbinding tussen de N664 nabij Wissekerke en de bebouwde kom van Wolphaartsdijk.
De weg is uitgevoerd als tweestrooks-gebiedsontsluitingsweg met een maximumsnelheid van 80 km/h. De weg draagt de namen Nieuwedijk en Stadseweg.

## Geschiedenis
Oorspronkelijk was de huidige N668 een rijksweg. Vanaf het Rijkswegenplan 1932 was de weg onderdeel van rijksweg 58. Als een van de weinige rijkswegen had deze rijksweg een aantal zijtakken. De weg van Wissekerke naar Wolphaartsdijk vormde de eerste zijtak van rijksweg 58, en was dus administratief bekend als rijksweg 58a. De tweede zijtak van rijksweg 58, administratief rijksweg 58b, vormde een verbinding tussen de hoofdroute ten zuiden van Nieuw- en Sint Joosland en de bebouwde kom van Middelburg (tegenwoordig onderdeel van de N254). De derde zijtak, administratief rijksweg 58c, bevond zich in Zeeuws-Vlaanderen en verliep van Draaibrug naar de grens met België ter hoogte van Eede. Deze weg is tegenwoordig genummerd als N251.
Langzamerhand stootte Rijkswaterstaat de zijtakken van rijksweg 58 af aan de provincie. Vanaf het rijkswegenplan 1958 was rijksweg 58a niet langer opgenomen als planweg. In het volgende rijkswegenplan van 1968 zouden ook rijksweg 58b en 58c van het plan worden afgevoerd.
Na invoering van de Wet herverdeling wegenbeheer op 1 januari 1993 werd de weg beheerd door de provincie Zeeland, welke de weg het nummer N668 gaf.
N62 · N69 · N251 · N252 · N253 · N254 · N255 · N256/A256 · N257 · N258 · N260 · N261 · N262 · N263 · N264 · N266 · N267 · N268 · N269 · N270/A270 · N271 · N272 · N273 · N274 · N275 · N276 · N277 · N278 · N279 · N280 · N281 · N282 · N283 · N284 · N285 · N286 · N287 · N288 · N289 · N290 · N291 · N292 · N293 · N294 · N295 · N296 · N296n · N297 · N298 · N300 · N321 · N322 · N324 · N329 · N389 · N394 · N395 · N396 · N397

N556 · N562 · N564 · N570 · N572 · N590 · N595 · N598 · N601 · N602 · N605 · N607 · N612 · N613 · N615 · N616 · N617 · N618 · N620 · N622 · N625 · N629 · N631 · N632 · N637 · N638 · N639 · N640 · N641 · N651 · N652 · N653 · N654 · N655 · N656 · N658 · N659 · N660 · N661 · N662 · N663 · N664 · N665 · N666 · N667 · N668 · N669 · N670 · N671 · N673 · N674 · N675 · N676 · N682 · N683 · N686 · N689 · N690 · N831 · N843

Voormalige provinciale wegen: N299 · N551 · N552 · N553 · N554 · N555 · N560 · N561 · N563 · N565 · N566 · N567 · N568 · N571 · N574 · N580 · N581 · N582 · N583 · N584 · N585 · N586 · N587 · N588 · N589 · N591 · N592 · N593 · N594 · N596 · N597 · N603 · N604 · N606 · N608 · N610 · N611 · N614 · N619 · N621 · N623 · N624 · N626 · N628 · N630 · N634 · N642 · N657